# Brian Crozier
Brian Rossiter Crozier (Queensland, Australia, 4 de agosto de 1918-Londres, Reino Unido, 4 de agosto de 2012) fue un escritor, periodista, analista político e historiador británico.

## Biografía
Aunque nació en Australia, fue criado en Francia, teniendo por lo tanto contacto con el idioma galo desde su temprana niñez. Luego su familia se mudaría a Inglaterra, donde él obtuvo una beca para recibir lecciones de piano y de composición musical en el Trinity College of Music londinense.
Cuando era joven aún -y como una reacción refleja frente a la Gran Depresión y al ascenso del nazismo hiteriano en Alemania- Crozier se sintió atraído por el comunismo, pero luego cambió de opinión, tanto como para convertirse en un muy decidido anticomunista por el resto de su vida.
Finalmente se interesó en el periodismo, y siguió una carrera que lo llevaría a ser corresponsal en el extranjero para la agencia de noticias Reuters, columnista de The Economist, reportero de la BBC y, durante un corto regreso a Australia, escritor para The Sydney Morning Herald.
Crozier fue el director del Forum of World Features, un antecedente (creado en 1966) del Congreso for Cultural Freedom ("Congreso de libertad cultural"), el cual aparentemente estaba financiado por la Agencia Central de Inteligencia estadounidense. Años después, en 1975, Crozier diría que el FWF había roto todos sus vínculos con la CIA cuando él comenzó a dirigir ese organismo durante los años '60s.
En el año 1970, Brian Crozier fundó en Londres el Institute for the study of conflict ("Instituto para el estudio del conflicto"), especializado en el estudio de la insurgencia y del terrorismo, en especial los de origen marxista, enmarcados y potenciados por la Guerra Fría entre la Unión Soviética y los Estados Unidos. Crozier fue el presidente de esa institución por más de una década.
Sobre este organismo en particular, David Rees, de la revista política quincenal estadounidense National Review, escribiría:

"[esa institución] fue el primer think-tank privado dedicado al estudio [de la naturaleza] del terrorismo y de la subversión. Bajo su dirección (que abandonaría en 1979), el instituto se especializó en la [denominada] "estrategia de paz de la Unión Soviética" Sus análisis, incluyendo su Anuario sobre el poder y el conflicto (Annual power and conflict), que publicó durante 10 años, han sido usados en las escuelas de guerra y academias militares a lo largo y ancho de Occidente"

A propósito de esa revista, durante varios años, Crozier tuvo su propia columna en ella, llamada The protracted conflict ("El conflicto extendido"), en obvia referencia a la dilatada guerra fría.
También Crozier apareció en la edición de 1988 del Libro Guinness de récords mundiales como la persona que, hasta ese momento, había entrevistado a más jefes de Estado y/o de gobierno, 58 en total.
Crozier ha sido consejero de los Servicios de Inteligencia Británicos (el MI5 y el MI6), el también inglés Information Research Department (IRD) y la CIA estadounidense. Sus memorias, que naturalmente incluían información y vivencias al respecto, fueron publicadas en 1993, bajo el título de Free agent: The unseen war 1941-91 ("Agente libre: La guerra invisible 1941-1991").
Asimismo, debido a sus servicios brindados a la causa del "mundo libre", fue distinguido por la Institución Hoover, dependiente de la prestigiosa y norteamericana Universidad de Stanford.

## Última aparición pública
El 15 de marzo de 2000, ya a los 81 años de edad, haría una de sus últimas apariciones públicas. En esa oportunidad, lo haría en televisión. El famoso canal de noticias por cable CNN lo convocaría para analizar las elecciones rusas de esa época. Ellas le permitirían formalizar su poder al ya para entonces presidente Vladímir Putin (cargo al que había accedido como "delfín" del saliente Borís Yeltsin, el 31 de diciembre de 1999). Durante esa entrevista, Crozier, entre otras cosas, comentaría que "le preocupaba el regreso de un gobierno autoritario en Rusia".